# Suddenly (Hugh-Jackman-Lied)
Suddenly ist ein Lied aus der 2012er Verfilmung des Musicals Les Misérables. Das Lied ist nicht Bestandteil des originalen Musicals und wurde extra für den Film von Tom Hooper geschrieben. Der Song war für den Oscar sowie den Golden Globe als Bester Filmsong nominiert. Er gewann außerdem einen Satellite Award.

## Entstehungsgeschichte
Tom Hooper beschäftigte sich nicht nur mit der Musical-Vorlage, sondern auch mit der literarischen Vorlage Die Elenden von Victor Hugo. Dabei stieß er auf eine Stelle, an der Jean Valjean versprach Fantines Tochter Cosette zu retten und sie unter seine Fittiche nahm. Diese Szene wurde in der Musicalfassung ausgespart. Hooper beauftragte seinen Komponisten Claude-Michel Schönberg und die beiden Texter Alain Boublil und Herbert Kretzmer mit der Umsetzung. Kretzmer erdachte sich den Titel, der Rest entstand in Gemeinschaftsarbeit.
Hugh Jackman, der Jean Valjean im Film porträtierte, ist der Sänger des Stücks. Wie alle Lieder der Musicalverfilmung wurde das Lied live von den Schauspielern gesungen. Im Film ist sowohl der Song selbst, als auch eine Reprise enthalten. Das Lied ist außerdem Bestandteil des offiziellen Soundtrack-Albums Les Misérables: Highlights from the Motion Picture Soundtrack, veröffentlicht am 21. Dezember 2012 über Universal Republic.

## Auszeichnungen
Als einziger neuer Song war Suddenly das einzige Musikstück des Films, das für den Oscar nominiert werden konnte. Tatsächlich verlor das Lied gegen Skyfall aus dem gleichnamigen Film, gesungen von Adele. Nominiert wurde Suddenly außerdem für den Golden Globe und den Critics’ Choice Movie Award, unterlag dort aber jeweils dem gleichen Song. Dafür gewann es den Satellite Award und den Houston Film Critics Society Award 2013.